# Stage d'observation
Stage de découverte / Stage d'initiation
Un stage d'observation ou stage de découverte, voire stage d'initiation (selon les pays) est une expérience au cours de laquelle une personne intègre, généralement brièvement, un univers professionnel, afin de mieux comprendre la réalité de l'exercice d'une profession.
En France, ce type de stage s'inscrit très souvent en fin de scolarité de la classe troisième des collèges sous l'appellation de « stage ou séquence d'observation en milieu professionnel pour les élèves des classes de troisième ». Ce type de stage existe également, quelquefois selon des modalités différentes, dans d'autres pays.

## Définition
Si le terme de « stage » correspond le plus souvent à une période de formation d'apprentissage ou de perfectionnement dans un sens très général, le stage d'observation ou de découverte permet à la personne, généralement inexpérimentée, de découvrir une activité professionnelle dans le cadre d'une entreprise.

## Déroulement et fonctionnement

### Généralités
Les stages d'observation et de découverte les plus répandus concernent généralement les adolescents scolarisés dans des établissements du second degré. Ils peuvent également s'organiser dans un cadre plus large.

### En France
En France, au collège, en classe de troisième, les élèves doivent effectuer une « séquence d’observation en milieu professionnel ». Ce stage à caractère obligatoire par le ministère de l'Éducation nationale permet à des jeunes de 14/15 ans, en moyenne de mieux choisir leur orientation scolaire et de faire connaissance avec le monde du travail. 
Ce stage de sensibilisation permet à l’élève de découvrir les différents métiers de l’entreprise, de se rendre compte des conditions de travail en intégrant les règles et habitudes de l’entreprise et découvrir les possibilités d'évolutions dans une équipe professionnelle.
Un document dénommé « Convention relative aux stages d'observation et/ou d'initiation en milieu professionnel » doit être rempli par les trois parties concernées : l'entreprise (ou l'organisme d'accueil), l'établissement d'enseignement professionnel et l'élève en y indiquant la durée, les modalités légales avec la signature des personnes concernées, y compris l'enseignant référant et le tuteur de stage.
Dans ce même pays, la formation ADEMA (Accès des Demandeurs d'Emploi aux Métiers Agricoles) permet aux jeunes scolarisés de la 4ème à la terminale de découvir la « réalité du travail agricole » durant un stage de découverte et d'immersion de quinze jours dans une entreprise de ce secteur. La procédure de stage d'observation existe également au sein d'établissement de l'enseignement supérieur, notamment durant la première années d'étude.

### En Suisse
En Suisse, le stage d’observation peut s'effectuer à partir de treize ans. La formation professionnelle ayant une place importante dans le système éducatif de ce pays fédéral, les jeunes ont régulièrement des périodes de stage en entreprises à effectuer. Il est donc possible de faire un stage professionnel à tout moment lorsqu'on est étudiant ou jeune diplômé. 
Au delà du simple stage de découverte, le jeune peut effectuer un stage d’orientation qui permet de découvrir certaines activité du métier choisi. Durant une période généralement fixée de un à cinq jours (et ne pouvant pas dépasse deux semaines), la personne prend activement part aux activités de l’entreprise. La finalité de ce stage étant d’obtenir une idée concrète des activités principales d’un métier afin de constituer une base solide pour effectuer un choix professionnel.

### En Belgique
Il existe en Belgique (notamment dans la communauté française de Belgique (fédération Wallonie-Bruxelles), trois types de stages d'observation ou d'initiation, présentées comme des « périodes d’immersion en milieu socio-professionnel ». ils peuvent durer plusieurs semaines et sont principalement organisés à compter de la 4e année du l’enseignement secondaire ordinaire :
- Le stage de type 1 (stage de découverte et d’initiation permet aux élèves de découvrir le milieu professionnel et sont organisables de la 1re à la 6e, toutes orientations confondues, pour une période de quatre semaines au plus.
- Le stage de type 2 (stage de pratique accompagnée) permet aux élèves d'exécuter, sous la guidance rapprochée du milieu professionnel, des tâches de plus en plus complexes en lien avec le programme d’étude.
- Le stage de type 3 (stage de pratique en responsabilité) permet aux élèves d'exécuter des tâches de plus en plus complexes en fonction du programme, tout en restant supervisé par le milieu professionnel[8].

### Autres pays
Au Canada (Québec), ce type de stage (d'exploration ou d'observation) peut s'organiser pour toute personne, inscrite à un programme d'Emploi-Québec et qui désire découvrir un métier ou une profession de manière pratique, celle-ci pouvant bénéficier d'aide financière.

## Critiques
En ce qui concerne la mise en pratique des stages d'observation et de découverte effectué par les élèves des collèges, quelques critiques ont été soulevées en France, certaines personnes reprochant d'être une sorte de « rendez-vous avec le flou » pour les jeunes stagiaires. Selon Sylvia Di Pasquale, rédactrice en chef du site Cadremploi, « le stage d'observation de 3e est rarement pris en charge. Ni par l'Éducation nationale qui fait semblant de s'en occuper mais laisse faire les parents. Ni par le secteur privé qui demande à ses cadres surbookés d'accueillir du collégien sans vraiment l'épauler ». D'autres articles de presse évoquent les difficultés rencontrées par certains collégiens, mais aussi par leurs parents, pour trouver un lieu de stage, notamment quand il s'agit d'un domaine ultra spécialisé.